# Großer Preis von Aserbaidschan 2017
Der Große Preis von Aserbaidschan 2017 (offiziell 2017 Formula 1 Azerbaijan Grand Prix) fand am 25. Juni auf dem Baku City Circuit in Baku statt und war das achte Rennen der Formel-1-Weltmeisterschaft 2017.

## Bericht

### Hintergründe
Nach dem Großen Preis von Kanada führte Sebastian Vettel in der Fahrerwertung mit zwölf Punkten vor Lewis Hamilton und mit 48 Punkten vor Valtteri Bottas. In der Konstrukteurswertung führte Mercedes mit acht Punkten vor Ferrari und mit 110 Punkten vor Red Bull Racing.
Beim Großen Preis von Aserbaidschan stellte Pirelli den Fahrern die Reifenmischungen P Zero Medium (weiß), P Zero Soft (gelb) und P Zero Supersoft (rot) sowie für Nässe Cinturato Intermediates (grün) und Cinturato Full-Wets (blau) zur Verfügung.
Im Vergleich zum Vorjahr gab es diverse Änderungen an der Strecke, die hauptsächlich aus Sicherheitsgründen vorgenommen wurden. So wurden die Auslaufzonen in Kurve eins, Kurve zwei, Kurve drei, Kurve fünf, Kurve acht und Kurve 15 vergrößert, indem dort die Streckenbegrenzungen nach hinten versetzt wurden. Außerdem wurde in Kurve eins, Kurve drei, Kurve fünf, Kurve sieben, Kurve acht und Kurve 15 eine zusätzliche Reihe TecPro-Barrieren errichtet. Am Kurvenausgang von Kurve eins sowie auf der Kurveninnenseite von Kurve drei und Kurve fünf wurden die Curbs durch lackierte Streifen auf dem Asphalt ersetzt, auch der zuvor aus Curbs bestehende Trennstreifen zwischen der Boxenausfahrt und der Strecke war nun nur noch lackiert. Vor Kurve sieben und in Kurve 18 wurden neue Öffnungen in der Streckenbegrenzung errichtet, um hier Fahrzeuge schneller bergen zu können. Die SAFER-Barrier an der Außenseite von Kurve 13 und Kurve 19 wurden um jeweils 34 Meter verlängert.
Es gab auf der Strecke zwei DRS-Zonen, die im Vergleich zum Vorjahr verändert wurden. Die erste Zone befand sich auf der Start-Ziel-Geraden und begann 54 Meter nach Kurve 20, der Messpunkt befand sich am Scheitelpunkt der Kurve. Die zweite Zone begann 347 Meter nach Kurve zwei, hier befand sich der Messpunkt an der Safety-Car-Linie auf Höhe des Beginns der Boxeneinfahrt. Im Vorjahr hatte es nur einen Messpunkt für beide Zonen gegeben.
Honda stellte an diesem Rennwochenende dem McLaren-Team für das freie Training erstmals eine überarbeitete MGU-H zur Verfügung. Da beide Fahrer in dieser Saison bereits jeweils fünf Exemplare der MGU-H verwendet hatten, erhielten sie eine Startplatzstrafe.
Sauber trennte sich vor dem Rennen von seiner Teamchefin Monisha Kaltenborn, diese Position wurde beim Rennen kommissarisch von Beat Zehnder und Jörg Zander übernommen.
Jolyon Palmer (sieben), Vettel (sechs), Daniil Kwjat, Kevin Magnussen, Sergio Pérez, Carlos Sainz jr. (jeweils fünf), Nico Hülkenberg, Esteban Ocon (jeweils vier), Romain Grosjean, Stoffel Vandoorne (jeweils drei), Hamilton, Felipe Massa, Pascal Wehrlein (jeweils zwei) und Max Verstappen (einer) gingen mit Strafpunkten ins Rennwochenende.
Der Große Preis von Aserbaidschan wurde zum ersten Mal ausgetragen. Im Vorjahr fand unter dem Namen Großer Preis von Europa ein Rennen auf derselben Strecke statt.
Rennkommissare waren Paul Gutjahr (CHE), Anar Schukurow (AZE), Vincenzo Spano (VEN) und Danny Sullivan (USA).

### Training
Im ersten freien Training war Verstappen mit einer Rundenzeit von 1:44,410 Minuten Schnellster vor Daniel Ricciardo und Vettel. Das Training musste nach einem Unfall von Pérez unterbrochen werden.
Im zweiten freien Training fuhr Verstappen erneut die Bestzeit, dieses Mal in 1:43,362 Minuten vor Bottas und Ricciardo. Auch dieses Training musste nach einem Unfall unterbrochen werden, dieses Mal verursachte Palmer die Unterbrechung.
Da die beiden Unfälle, die für die Trainingsunterbrechungen sorgten, in Kurve acht passierten, regten die Fahrer bei der Rennleitung eine Überarbeitung der Curbs in dieser Kurve an. Beim Überfahren dieses Randsteins hoben die Fahrzeuge teilweise ab und landeten unvorhersehbar, so dass mehrere Fahrer die Kontrolle verloren. Vor dem dritten freien Training wurde daher der Randstein an dieser Stelle abgeflacht.
Im dritten freien Training war Bottas in 1:42,742 Minuten Schnellster vor Räikkönen und Hamilton. Palmer stellte seinen Renault rund eine Stunde vor Ende des Trainings mit einem Brand im Bereich des Antriebes am Streckenrand ab, das Team musste daraufhin die Antriebseinheit wechseln.

### Qualifying
Das Qualifying bestand aus drei Teilen mit einer Nettolaufzeit von 45 Minuten. Im ersten Qualifying-Segment (Q1) hatten die Fahrer 18 Minuten Zeit, um sich für das Rennen zu qualifizieren. Alle Fahrer, die im ersten Abschnitt eine Zeit erzielten, die maximal 107 Prozent der schnellsten Rundenzeit betrug, qualifizierten sich für den Grand Prix. Die besten 15 Fahrer erreichten den nächsten Teil. Bottas war Schnellster. Palmer konnte nach dem Brand seines Fahrzeugs im freien Training nicht am Qualifying teilnehmen und qualifizierte sich somit nicht für das Rennen. Da er im Training ausreichend schnell gefahren war, wurde er von der Rennleitung allerdings zum Rennen zugelassen. Die McLaren-Piloten, Ericsson und Grosjean schieden aus.
Der zweite Abschnitt (Q2) dauerte 15 Minuten. Die schnellsten zehn Piloten qualifizierten sich für den dritten Teil des Qualifyings. Hamilton war Schnellster. Wehrlein, Hülkenberg, Magnussen und die Toro Rosso-Piloten schieden aus.
Der finale Abschnitt (Q3) ging über eine Zeit von zwölf Minuten, in denen die ersten zehn Startpositionen vergeben wurden. Das Segment wurde nach einem Unfall von Ricciardo infolge eines Fahrfehlers rund dreieinhalb Minuten vor dem Ende unterbrochen. Hamilton fuhr mit einer Rundenzeit von 1:40,593 Minuten die Bestzeit vor Bottas und Räikkönen. Es war die 66. Pole-Position für Hamilton in der Formel-1-Weltmeisterschaft, er zog somit an Ayrton Senna vorbei und hatte nun alleine hinter Michael Schumacher die zweitmeisten Pole-Positions in der Formel-1-Weltmeisterschaft erzielt.
Alonso wurde wegen der Verwendung der sechsten und siebten MGU-H, des sechsten und siebten Turboladers, des fünften Verbrennungsmotors und der fünften MGU-K in dieser Saison um insgesamt 40 Positionen nach hinten versetzt. Vandoorne wurde wegen der Verwendung der sechsten und siebten MGU-H sowie des sechsten und siebten Turboladers in dieser Saison und eines vorzeitigen Getriebewechsels um insgesamt 35 Positionen nach hinten versetzt. Sainz jr. wurde für das Verursachen einer Kollision mit Grosjean beim Großen Preis von Kanada um drei Startplätze nach hinten versetzt.

### Rennen
Beim Start blieben die Positionen an der Spitze unverändert. Nachdem er sich bei der Anfahrt zur ersten Kurve verbremst hatte, fuhr Kwjat am Kurvenausgang unmittelbar vor seinem Teamkollegen Sainz jr. auf die Strecke zurück. Sainz jr. versuchte, eine Kollision zu verhindern und drehte sich, er fiel ans Ende des Feldes zurück. In Kurve zwei griff Räikkönen auf der Außenseite Bottas an. Bottas ließ Räikkönen Platz und fuhr über den Randstein auf der Kurveninnenseite, dabei untersteuerte sein Wagen und es kam zu einer Berührung der Fahrzeuge. Räikkönen verlor die Kontrolle über seinen Ferrari und schlug in die Streckenbegrenzung ein, er verlor drei Positionen, setzte das Rennen aber fort. Bottas erlitt einen Reifenschaden, er fiel ans Ende des Feldes zurück und wechselte am Ende der ersten Runde auf Soft, außerdem wurde der Frontflügel an seinem Mercedes gewechselt. Da er die Runde in langsamer Fahrt beenden musste und der Reparaturstopp deutlich länger als ein normaler Boxenstopp dauerte, nahm er das Rennen mit einer Runde Rückstand auf dem letzten Platz wieder auf.
Hamilton führte vor Vettel, Pérez, Verstappen, Räikkönen, Massa, Ocon, Lance Stroll, Ricciardo und Hülkenberg.
Am Ende der fünften Runde fuhr Ricciardo an die Box, da ein Trümmerteil des Unfalls zwischen Bottas und Räikkönen seine Bremskühlung behinderte. Auch er wechselte auf Soft und fiel auf Platz 17 zurück. In der siebten Runde gab Palmer, der seit der Einführungsrunde über Fehlzündungen seines Motors klagte, das Rennen an der Box auf.
In der neunten Runde stellte Kwjat sein Fahrzeug mit einem Elektrikausfall auf der Strecke ab. Eine Runde später meldete Verstappen über Funk Motorenprobleme, mit Hilfe seines Renningenieurs nahm er verschiedene Einstellungen am Lenkrad vor, die jedoch keine Verbesserung bewirkten. Er fuhr an die Box und gab das Rennen auf. Im Nachhinein stellte sich heraus, dass auch bei ihm ein Trümmerteil der Kollision in der ersten Runde die Kühlluftzufuhr blockiert hatte und dadurch Öl- und Wassertemperatur deutlich angestiegen waren. Zur Bergung von Kwjats Fahrzeug schickte die Rennleitung währenddessen das Safety-Car auf die Strecke.
Nahezu alle Piloten nutzten die Safety-Car-Phase zum Reifenwechsel und wechselten auf Soft, Ricciardo und Bottas wechselten zurück auf Supersoft.
Hamilton führte vor Vettel, Pérez, Räikkönen, Massa, Ocon, Stroll, Hülkenberg, Magnussen und Ricciardo. Hülkenberg war der einzige Fahrer unter den ersten Zehn, der noch nicht die Reifen gewechselt hatte.
Am Ende der 16. Runde wurde das Rennen freigegeben, kurz zuvor durfte sich Bottas wieder zurückrunden. Hamilton hatte relativ wenig Abstand zum Safety-Car gelassen, so dass er dieses vor der Boxeneinfahrt fast wieder eingeholt hatte. Toto Wolff sprach nach dem Rennen von weniger als 150 Metern Abstand. Pérez griff am Ende der Start-Ziel-Geraden Vettel an, der sich jedoch verteidigte. Dahinter überholten Massa und Ocon Räikkönen, der kurz darauf ein Luftleitblech verlor. Ricciardo überholte Magnussen und lag nun auf dem neunten Platz. Da neben den Teilen, die Räikkönens Ferrari verloren hatte, noch andere Trümmer auf der Strecke lagen, wurde erneut das Safety-Car auf die Strecke geschickt. Da einige Teile auf der Start-Ziel-Geraden lagen, wurde das Feld durch die Boxengasse geführt.
In der 19. Runde schaltete das Safety-Car die Blinklichter aus, damit wurde die erneute Freigabe am Ende der Runde angekündigt. Hamilton, der jetzt nicht mehr innerhalb von zehn Wagenlängen hinter dem Safety-Car fahren musste, beschleunigte nicht aus Kurve 15, um mehr Abstand zum Safety-Car zu lassen. Vettel wurde dadurch überrascht und fuhr auf Hamilton auf. Anschließend fuhr er neben Hamilton, beschwerte sich mit Handzeichen und lenkte seinen Ferrari gegen Hamiltons Mercedes. Per Funk beklagte er, dass Hamilton mit ihm einen „Bremstest“ durchgeführt habe, Hamilton beklagte seinerseits per Funk, dass Vettel absichtlich eine Kollision herbeigeführt habe. Eine Auswertung der Telemetriedaten ergab, dass Hamilton entgegen Vettels Aussage nicht gebremst hatte. Die Rennkommissare untersuchten den Vorfall, zunächst wurde aber noch keine Strafe ausgesprochen.
Beim Restart überholte Massa Pérez, in Kurve zwei versuchte auch Ocon, Pérez zu überholen. Dabei kam es zu einer Berührung der Fahrzeuge, Ocon erlitt einen Reifenschaden hinten rechts, Pérez berührte anschließend auch die Streckenbegrenzung und verlor seinen Frontflügel, außerdem brach seine Spurstange. Räikkönen überfuhr ein Teil des Frontflügels und erlitt ebenfalls einen Reifenschaden hinten rechts. Erneut kam das Safety-Car auf die Strecke. Räikkönen fuhr so schnell zurück zur Boxengasse, dass Teile der Lauffläche des sich auflösenden Reifens zu schweren Beschädigungen im Bereich des Heckflügels und der Motorabdeckung führten. An der Box stiegen Räikkönen und Pérez aus ihren Fahrzeugen aus.
Hamilton führte vor Vettel, Massa, Stroll, Ricciardo, Hülkenberg, Magnussen, Alonso, Sainz jr. und Grosjean. Da wieder unzählige Trümmerteile auf der Strecke lagen, entschied die Rennleitung, das Rennen mit der Roten Flagge zu unterbrechen. In der Zwischenzeit wurden die Fahrzeuge von Pérez und Räikkönen repariert, so dass beide am Restart teilnahmen. Auch an den anderen Fahrzeugen wurden Reparaturen vorgenommen, darunter Vettels Frontflügel und Hamiltons Diffusor.
Das Rennen wurde nach einer Runde hinter dem Safety-Car wieder freigegeben. Ricciardo überholte am Ende der Start-Ziel-Geraden Hülkenberg, Stroll und Massa, der kurz danach weitere Positionen an Stroll, Hülkenberg, Magnussen und Alonso verlor. Er gab das Rennen mit einem defekten Stoßdämpfer eine Runde später auf. Hülkenberg berührte nach einem Fahrfehler die Streckenbegrenzung, dabei erlitt er einen Bruch der Radaufhängung und schied aus.
Hamilton führte vor Vettel, Ricciardo, Stroll, Magnussen, Alonso, Sainz jr., Ocon, Bottas und Grosjean. Ocon und Bottas überholten in Runde 30 bzw. 31 Sainz jr.
Bei Hamiltons Mercedes löste sich die Befestigung der Kopfstütze, er versuchte zunächst, die Kopfstütze auf den Geraden mit der Hand festzuhalten. Die Rennleitung entschied jedoch, dass dies zu gefährlich sei und Hamilton dies an der Box reparieren lassen müsse. Er fuhr in Runde 31 in die Box und fiel auf Rang neun zurück, eine Runde später überholte er Sainz jr.
Gegen Vettel wurde wegen „gefährlichen Fahrens“ während der Safety-Car-Phase eine Zehn-Sekunden-Stop-and-Go-Strafe ausgesprochen, zudem erhielt er drei Strafpunkte. Er trat die Strafe in Runde 34 an und fiel auf den siebten Platz, unmittelbar vor Hamilton, zurück. Räikkönen und Pérez erhielten Durchfahrtsstrafen, da während der Rennunterbrechung in den Boxen an den Fahrzeugen gearbeitet wurde. Ocon und Bottas überholten kurz nacheinander Alonso in Runde 35, eine Runde später gingen auch Vettel und danach Hamilton an Alonso vorbei.
Grosjean fuhr in Runde 36 mit Bremsproblemen an die Box, er nahm das Rennen nach kurzer Reparatur wieder auf. Ocon und Bottas schlossen auf Magnussen auf und überholten ihn in Runde 37, zwei Runden später folgten Vettel und Hamilton.
Eine weitere Runde später überholte Bottas Ocon und lag nun auf dem dritten Platz, zwölf Sekunden hinter Stroll. Pérez gab das Rennen aus Sicherheitsgründen mit einem gebrochenen Sitz auf. Auch Vettel und Hamilton schlossen auf Ocon auf und überholten ihn in Runde 42 bzw. 43. Bottas fuhr die bis dahin schnellste Runde des Rennens und verkürzte den Rückstand auf Stroll um rund eine Sekunde pro Runde.
Auch Vettel und Hamilton fuhren deutlich schneller als Stroll und verkürzten den Rückstand Runde um Runde. Vettel fuhr dabei die schnellste Runde des Rennens.
Zu Beginn der letzten Runde lag Bottas nur noch 1,3 Sekunden hinter Stroll und verkürzte den Rückstand weiter, so dass er am DRS-Messpunkt innerhalb von einer Sekunde hinter Stroll lag. Auf der Start-Ziel-Geraden ging Bottas mit aktiviertem DRS dank eines Geschwindigkeitsüberschusses von 34 km/h wenige Meter vor der Ziellinie noch an Stroll vorbei.
Ricciardo gewann das Rennen vor Bottas und Stroll. Es war der erste Sieg für Ricciardo und Red Bull Racing seit dem Großen Preis von Malaysia 2016. Bottas erzielte die fünfte Podiumsplatzierung der Saison, für Stroll war es die erste Podestplatzierung in der Formel-1-Weltmeisterschaft, außerdem die erste eines Williams-Piloten seit dem Großen Preis von Kanada 2016, als Bottas Dritter wurde. Die restlichen Punkteplatzierungen belegten Vettel, Hamilton, Ocon, Magnussen, Sainz jr., Alonso und Wehrlein. Für Alonso und McLaren waren es die ersten Punkte in dieser Saison.
In der Fahrer- und der Konstrukteurswertung blieben die ersten drei Platzierungen unverändert.

## Meldeliste
| Team                          | Nr. | Fahrer            | Chassis                   | Motor                         | Reifen |
| ----------------------------- | --- | ----------------- | ------------------------- | ----------------------------- | ------ |
| Mercedes AMG Petronas F1 Team | 44  | Lewis Hamilton    | Mercedes F1 W08 EQ Power+ | Mercedes-AMG F1 M08 EQ Power+ | P      |
| Mercedes AMG Petronas F1 Team | 77  | Valtteri Bottas   | Mercedes F1 W08 EQ Power+ | Mercedes-AMG F1 M08 EQ Power+ | P      |
| Red Bull Racing               | 03  | Daniel Ricciardo  | Red Bull RB13             | TAG Heuer                     | P      |
| Red Bull Racing               | 33  | Max Verstappen    | Red Bull RB13             | TAG Heuer                     | P      |
| Scuderia Ferrari              | 05  | Sebastian Vettel  | Ferrari SF70H             | Ferrari 062                   | P      |
| Scuderia Ferrari              | 07  | Kimi Räikkönen    | Ferrari SF70H             | Ferrari 062                   | P      |
| Sahara Force India F1 Team    | 11  | Sergio Pérez      | Force India VJM10         | Mercedes-AMG F1 M08 EQ Power+ | P      |
| Sahara Force India F1 Team    | 31  | Esteban Ocon      | Force India VJM10         | Mercedes-AMG F1 M08 EQ Power+ | P      |
| Williams Martini Racing       | 19  | Felipe Massa      | Williams FW40             | Mercedes-AMG F1 M08 EQ Power+ | P      |
| Williams Martini Racing       | 18  | Lance Stroll      | Williams FW40             | Mercedes-AMG F1 M08 EQ Power+ | P      |
| McLaren Honda                 | 14  | Fernando Alonso   | McLaren MCL32             | Honda RA617H                  | P      |
| McLaren Honda                 | 02  | Stoffel Vandoorne | McLaren MCL32             | Honda RA617H                  | P      |
| Scuderia Toro Rosso           | 26  | Daniil Kwjat      | Toro Rosso STR12          | Renault R.E.17                | P      |
| Scuderia Toro Rosso           | 55  | Carlos Sainz jr.  | Toro Rosso STR12          | Renault R.E.17                | P      |
| Haas F1 Team                  | 08  | Romain Grosjean   | Haas VF-17                | Ferrari 062                   | P      |
| Haas F1 Team                  | 20  | Kevin Magnussen   | Haas VF-17                | Ferrari 062                   | P      |
| Renault Sport F1 Team         | 27  | Nico Hülkenberg   | Renault R.S.17            | Renault R.E.17                | P      |
| Renault Sport F1 Team         | 30  | Jolyon Palmer     | Renault R.S.17            | Renault R.E.17                | P      |
| Sauber F1 Team                | 09  | Marcus Ericsson   | Sauber C36                | Ferrari 061                   | P      |
| Sauber F1 Team                | 94  | Pascal Wehrlein   | Sauber C36                | Ferrari 061                   | P      |

## Klassifikationen

### Qualifying
| Pos.                                                                      | Fahrer            | Konstrukteur         | Q1         | Q2       | Q3       | Start |
| ------------------------------------------------------------------------- | ----------------- | -------------------- | ---------- | -------- | -------- | ----- |
| 01                                                                        | Lewis Hamilton    | Mercedes             | 1:41,983   | 1:41,275 | 1:40,593 | 1     |
| 02                                                                        | Valtteri Bottas   | Mercedes             | 1:43,026   | 1:41,502 | 1:41,027 | 2     |
| 03                                                                        | Kimi Räikkönen    | Ferrari              | 1:42,678   | 1:42,090 | 1:41,693 | 3     |
| 04                                                                        | Sebastian Vettel  | Ferrari              | 1:42,952   | 1:41,911 | 1:41,841 | 4     |
| 05                                                                        | Max Verstappen    | Red Bull-TAG Heuer   | 1:42,544   | 1:41,961 | 1:41,879 | 5     |
| 06                                                                        | Sergio Pérez      | Force India-Mercedes | 1:43,162   | 1:42,467 | 1:42,111 | 6     |
| 07                                                                        | Esteban Ocon      | Force India-Mercedes | 1:43,051   | 1:42,751 | 1:42,186 | 7     |
| 08                                                                        | Lance Stroll      | Williams-Mercedes    | 1:43,613   | 1:42,284 | 1:42,753 | 8     |
| 09                                                                        | Felipe Massa      | Williams-Mercedes    | 1:43,165   | 1:42,735 | 1:42,798 | 9     |
| 10                                                                        | Daniel Ricciardo  | Red Bull-TAG Heuer   | 1:42,857   | 1:42,215 | 1:43,414 | 10    |
| 11                                                                        | Daniil Kwjat      | Toro Rosso-Renault   | 1:42,927   | 1:43,186 | –        | 11    |
| 12                                                                        | Carlos Sainz jr.  | Toro Rosso-Renault   | 1:43,489   | 1:43,347 | –        | 15    |
| 13                                                                        | Kevin Magnussen   | Haas-Ferrari         | 1:44,029   | 1:43,796 | –        | 12    |
| 14                                                                        | Nico Hülkenberg   | Renault              | 1:43,930   | 1:44,267 | –        | 13    |
| 15                                                                        | Pascal Wehrlein   | Sauber-Ferrari       | 1:44,317   | 1:44,603 | –        | 14    |
| 16                                                                        | Fernando Alonso   | McLaren-Honda        | 1:44,334   | –        | –        | 19    |
| 17                                                                        | Romain Grosjean   | Haas-Ferrari         | 1:44,468   | –        | –        | 16    |
| 18                                                                        | Marcus Ericsson   | Sauber-Ferrari       | 1:44,795   | –        | –        | 17    |
| 19                                                                        | Stoffel Vandoorne | McLaren-Honda        | 1:45,030   | –        | –        | 18    |
| 107-Prozent-Zeit: 1:49,122 min (bezogen auf Q1-Bestzeit von 1:41,983 min) |                   |                      |            |          |          |       |
| 20                                                                        | Jolyon Palmer     | Renault              | keine Zeit | –        | –        | 20    |

Anmerkungen
1. ↑  Sainz jr. wurde für das Verursachen einer Kollision mit Grosjean beim Großen Preis von Kanada um drei Startplätze nach hinten versetzt.
2. ↑  Alonso wurde wegen der Verwendung der sechsten und siebten MGU-H, des sechsten und siebten Turboladers, des fünften Verbrennungsmotors und der fünften MGU-K in dieser Saison um insgesamt 40 Positionen nach hinten versetzt
3. ↑  Vandoorne wurde wegen der Verwendung der sechsten und siebten MGU-H sowie des sechsten und siebten Turboladers in dieser Saison und eines vorzeitigen Getriebewechsels um insgesamt 35 Positionen nach hinten versetzt.
4. ↑  Palmer wurde erlaubt, zu starten, da er im freien Training ausreichend schnell gewesen war.

### Rennen
| Pos. | Fahrer            | Konstrukteur         | Runden | Stopps | Zeit        | Start | Schnellste Runde |
| ---- | ----------------- | -------------------- | ------ | ------ | ----------- | ----- | ---------------- |
| 01   | Daniel Ricciardo  | Red Bull-TAG Heuer   | 51     | 2      | 2:03:55,573 | 10    | 1:44,882 (46.)   |
| 02   | Valtteri Bottas   | Mercedes             | 51     | 2      | + 3,904     | 02    | 1:43,925 (51.)   |
| 03   | Lance Stroll      | Williams-Mercedes    | 51     | 1      | + 4,009     | 08    | 1:45,108 (44.)   |
| 04   | Sebastian Vettel  | Ferrari              | 51     | 2      | + 5,976     | 04    | 1:43,441 (47.)   |
| 05   | Lewis Hamilton    | Mercedes             | 51     | 2      | + 6,188     | 01    | 1:43,469 (46.)   |
| 06   | Esteban Ocon      | Force India-Mercedes | 51     | 2      | + 30,298    | 07    | 1:45,634 (39.)   |
| 07   | Kevin Magnussen   | Haas-Ferrari         | 51     | 1      | + 41,753    | 12    | 1:46,312 (45.)   |
| 08   | Carlos Sainz jr.  | Toro Rosso-Renault   | 51     | 1      | + 49,400    | 15    | 1:45,866 (46.)   |
| 09   | Fernando Alonso   | McLaren-Honda        | 51     | 1      | + 59,551    | 19    | 1:45,168 (49.)   |
| 10   | Pascal Wehrlein   | Sauber-Ferrari       | 51     | 4      | + 1:29,093  | 14    | 1:47,120 (46.)   |
| 11   | Marcus Ericsson   | Sauber-Ferrari       | 51     | 2      | + 1:31,794  | 17    | 1:47,186 (45.)   |
| 12   | Stoffel Vandoorne | McLaren-Honda        | 51     | 1      | + 1:32,160  | 18    | 1:46,648 (45.)   |
| 13   | Romain Grosjean   | Haas-Ferrari         | 50     | 3      | + 1 Runde   | 16    | 1:46,831 (45.)   |
| 14   | Kimi Räikkönen    | Ferrari              | 46     | 2      | DNF         | 03    | 1:45,542 (44.)   |
| –    | Sergio Pérez      | Force India-Mercedes | 39     | 2      | DNF         | 06    | 1:45,588 (37.)   |
| –    | Nico Hülkenberg   | Renault              | 25     | 1      | DNF         | 13    | 1:48,536 (09.)   |
| –    | Felipe Massa      | Williams-Mercedes    | 25     | 1      | DNF         | 09    | 1:47,340 (10.)   |
| –    | Max Verstappen    | Red Bull-TAG Heuer   | 12     | 0      | DNF         | 05    | 1:46,398 (10.)   |
| –    | Daniil Kwjat      | Toro Rosso-Renault   | 9      | 0      | DNF         | 11    | 1:48,394 (09.)   |
| –    | Jolyon Palmer     | Renault              | 7      | 0      | DNF         | Box   | 1:51,673 (05.)   |

## WM-Stände nach dem Rennen
Die ersten zehn des Rennens bekamen 25, 18, 15, 12, 10, 8, 6, 4, 2 bzw. 1 Punkt(e).

### Fahrerwertung
| Pos. | Fahrer           | Konstrukteur         | Punkte |
| ---- | ---------------- | -------------------- | ------ |
| 01   | Sebastian Vettel | Ferrari              | 153    |
| 02   | Lewis Hamilton   | Mercedes             | 139    |
| 03   | Valtteri Bottas  | Mercedes             | 111    |
| 04   | Daniel Ricciardo | Red Bull-TAG Heuer   | 92     |
| 05   | Kimi Räikkönen   | Ferrari              | 73     |
| 06   | Max Verstappen   | Red Bull-TAG Heuer   | 45     |
| 07   | Sergio Pérez     | Force India-Mercedes | 44     |
| 08   | Esteban Ocon     | Force India-Mercedes | 35     |
| 09   | Carlos Sainz jr. | Toro Rosso-Renault   | 29     |
| 10   | Felipe Massa     | Williams-Mercedes    | 20     |
| 11   | Nico Hülkenberg  | Renault              | 18     |

| Pos. | Fahrer             | Konstrukteur       | Punkte |
| ---- | ------------------ | ------------------ | ------ |
| 12   | Lance Stroll       | Williams-Mercedes  | 17     |
| 13   | Kevin Magnussen    | Haas-Ferrari       | 11     |
| 14   | Romain Grosjean    | Haas-Ferrari       | 10     |
| 15   | Pascal Wehrlein    | Sauber-Ferrari     | 5      |
| 16   | Daniil Kwjat       | Toro Rosso-Renault | 4      |
| 17   | Fernando Alonso    | McLaren-Honda      | 2      |
| 18   | Jolyon Palmer      | Renault            | 0      |
| 19   | Marcus Ericsson    | Sauber-Ferrari     | 0      |
| 20   | Stoffel Vandoorne  | McLaren-Honda      | 0      |
| 21   | Antonio Giovinazzi | Sauber-Ferrari     | 0      |
| –    | Jenson Button      | McLaren-Honda      | 0      |

### Konstrukteurswertung
| Pos. | Konstrukteur         | Punkte |
| ---- | -------------------- | ------ |
| 1    | Mercedes             | 250    |
| 2    | Ferrari              | 226    |
| 3    | Red Bull-TAG Heuer   | 137    |
| 4    | Force India-Mercedes | 79     |
| 5    | Williams-Mercedes    | 37     |

| Pos. | Konstrukteur       | Punkte |
| ---- | ------------------ | ------ |
| 06   | Toro Rosso-Renault | 33     |
| 07   | Haas-Ferrari       | 21     |
| 08   | Renault            | 18     |
| 09   | Sauber-Ferrari     | 5      |
| 10   | McLaren-Honda      | 2      |